# Stazione di Benetutti-Nule
La stazione di Benetutti-Nule, in origine stazione di Benetutti, fu una stazione ferroviaria al servizio dei comuni di Benetutti e Nule (ma compresa nel territorio comunale di Bultei), lungo la ferrovia Tirso-Chilivani.

## Storia
La stazione venne prevista a fine Ottocento nel progetto originario della Tirso-Chilivani, assegnata in concessione alla Società italiana per le Strade Ferrate Secondarie della Sardegna per conto della quale furono eseguiti i lavori sia della linea che dello scalo. L'inaugurazione della stazione risale al 1º aprile 1893, data di attivazione del tronco Tirso-Ozieri che andava a completare la nuova linea ferroviaria. Identificata negli orari originariamente col nome della sola Benetutti, la stazione prese poi la sua denominazione definitiva negli anni dieci del Novecento.
Una volta in esercizio l'impianto fu prevalentemente utilizzato per l'accesso alla ferrovia dai due paesi di cui portava i nomi, benché questi fossero relativamente distanti dallo scalo: la distanza stradale tra Benetutti e la sua stazione era di circa sei km, che arrivavano a dieci per quanto riguarda Nule. 
Passata dalla gestione SFSS a quella della Ferrovie Complementari della Sardegna nel 1921, la struttura fu utilizzata sino al 31 dicembre 1969, data di cessazione del servizio ferroviario sulla Tirso-Chilivani che portò alla successiva dismissione della stazione, in seguito abbandonata.

## Strutture e impianti
La stazione di Benetutti-Nule era situata in aperta campagna lungo l'odierna SS 128 bis a nord-ovest dei due comuni da cui ha tratto la denominazione. Negli anni di attività presentava caratteristiche di stazione passante di terza classe, adottando lo schema a tre binari (tutti a scartamento da 950 mm) caratteristico di molti scali intermedi della rete SFSS: dal binario di corretto tracciato ne aveva origine uno passante (sul lato nord) impiegato per la gestione degli incroci e per il servizio viaggiatori, mentre sul lato sud si diramava un tronchino che raggiungeva l'area merci della stazione, dotata di un piano di carico per il bestiame e di un altro dotato di copertura in legno e laterizi, rimossa dopo la disattivazione della ferrovia.
L'impianto è stato completamente disarmato negli anni settanta, le uniche infrastrutture che permangono in loco (benché ridotte a ruderi) sono gli edifici di servizio, di cui il principale era il fabbricato viaggiatori, una costruzione su due livelli a pianta rettangolare, con tetto a falde e cinque luci per piano sul lato binari. In posizione periferica rispetto a quello che era il piazzale ferroviario era attiva inoltre una casa cantoniera, i cui resti permangono in loco.

## Movimento
La stazione fu servita dalle relazioni merci e viaggiatori espletate dalle SFSS e in seguito dalle FCS.

## Servizi
Il fabbricato viaggiatori negli anni di attività ferroviaria ospitava una sala d'attesa per l'utenza.
- Sala d'attesa

## Interscambi
Data la distanza della stazione dai centri serviti negli anni di attività erano attive relazioni su gomma che collegavano la stazione con Benetutti e Nule. In particolare un servizio di vetture che effettuava la relazione tra Benetutti e lo scalo era già attivo a fine Ottocento.